# Lauenen
Lauenen (Reto-Romaans: Lavina; Frans (verouderd): Lauvine) is een gemeente en plaats in het Zwitserse kanton Bern en maakt deel uit van het district Obersimmental-Saanen.
Lauenen telt 816 inwoners.